# Пушкино
Вижте пояснителната страница за други значения на Пушкино.
Пушкино (на руски: Пушкино) е град в Русия, административен център на Пушкински район, Московска област. Населението му към 1 януари 2018 е 105 479 души.